# Letícia Dornelles
Letícia Dornelles (Uruguaiana, 30 de setembro de 1973) é uma autora, escritora, jornalista e apresentadora brasileira.

## Biografia
Nasceu dia 30 de Setembro de 1973, na Santa Casa de Uruguaiana, no interior do estado de Rio Grande do Sul. Filha de uma pedagoga e um militar, Letícia Dornelles aprendeu a ler aos quatro anos de idade e, aos dezesseis, entrou na faculdade para estudar Jornalismo.
Iniciou a sua carreira  na Rede Globo como repórter do programa Fantástico. Em seguida, se transferiu para o Globo Esporte, onde ficou conhecida pelas divertidas reportagens. De 1991 a 1994, apresentou o programa Esporte Total, na Band ao lado do jogador Gérson, o Canhotinha de Ouro. Cobriu Copa do Mundo e Olimpíadas.
No ano de 1995 deixa a apresentação de programas e entra na oficina de autores da Rede Globo. Estreou como colaboradora de Por Amor, autoria de Manoel Carlos. Em 1999 foi colaboradora da novela Andando nas Nuvens.
Em 2002 escreveu o livro Como Enlouquecer em 10 Lições, editora Record, uma comédia escrita em forma de roteiro, sobre os bastidores de uma novela sob o ponto de vista de seus autores.
Em 2004, assumiu o último mês da conturbada novela Metamorphoses que chegou a ter 12 autores antes dela, na Record . Leticia foi contratada pelos donos da emissora devido à sua experiência como autora da TV Globo e pelas ideias apresentadas para a produção que se encontrava em crise. O ibope subiu, porém, a crise entre a Record e a produtora Casablanca se agravou. E a novela foi encurtada.
Em 2006, Letícia Dornelles foi contratada pessoalmente por Silvio Santos, no SBT. Escreveu a minissérie Minha Vida É Uma Novela. E, em 2007 / 2008, foi convidada por Silvio para escrever o remake da novela mexicana Amigas e Rivais, uma novela mexicana. Leticia escreveu a novela sozinha, o que impressionou o dono do SBT. Os produtores da Televisa, liderados por Salvador Mejía, elogiaram o trabalho de Leticia sinalizando que a versão brasileira era melhor do que o original mexicano. E sua reprise a novela teve audiência recorde superando inclusive a novela inédita que era transmitida à noite.  Amigas & Rivais.
Em 2009 entrou para a equipe dos roteiristas da Record, onde escreveu os programas de sitcom Louca Família e Show do Tom, onde permaneceu até o fim do programa, em 2011.
Em 17 de agosto de 2010, deu à luz seu filho Patrick Dornelles.
No início de 2012 saiu da Rede Record, e acertou o seu retorno ao SBT, para escrever os roteiros do programa A Tribo, que não saiu do papel. Em agosto deste mesmo ano voltou à Record para integrar a equipe criativa do Programa da Tarde.
Em 2013, teve dois sitcoms de sua criação e roteiros na grade da Rede Record: Tá Tudo Em Casa, estilo de sitcom americana, e o sitcom gravado em teatro ao vivo, com a presença de celebridades: A Nova Família Trapo, protagonizada pelo humorista Rafael Cortez e Patricia Travassos.
Em 2015, escreveu para o Multishow os sitcoms Partiu Shopping e MultiTom com o parceiro de muitos anos Tom Cavalcante. Também escreveu o humorístico Treme Treme. Os dois artistas são muito amigos e a parceria de sucesso se desenvolveu em três emissoras e vários projetos.
Em 2016, lançou seu primeiro livro infantil As Aventuras de Patrick, editora Chiado de Portugal, no qual conta divertidas aventuras de seu filho de 6 anos. Uma história cheia de valores familiares, aventuras e emoção.
Em 2017, publicou o segundo livro infantil: As Aventuras de Patrick na Fazenda.
Em 2017, novo livro Delação Premiada, os bastidores do maior escândalo de corrupção do Brasil, também pela editora Chiado de Portugal e Amazon.
Em 2019, lançou o livro infantil Patrick No Jogo do Tempo
Em 2019, lançou o livro infantil Segura: Patrick Peão!
Em 2019, lançou o livro Tentantes: Confissões Amorosas Sobre Reprodução Assistida
Livros á venda no site www.amazon.com/author/leticiadornelles
Em 2019, assume a Presidência da Fundação Casa de Rui Barbosa.
http://cultura.gov.br/leticia-dornelles-assume-a-presidencia-da-fundacao-casa-de-rui-barbosa/
Em 2021, lançou o livro Crônicas de Um Ano Difícil. 
Em 2021, foi convidada pela Missão Permanente do Brasil na ONU, em Nova York, para criar e protagonizar uma exposição sobre Rui Barbosa. Leticia desenvolveu o projeto e a exposição aconteceu em julho de 2022, na sede da ONU, com o discurso da brasileira para os diplomatas do mundo inteiro, na inauguração da Presidência do Brasil no Conselho de Segurança.
https://www1.folha.uol.com.br/colunas/monicabergamo/2022/03/presidente-da-casa-rui-barbosa-viaja-a-ny-para-preparar-exposicao-na-onu.shtml
https://brasil.un.org/pt-br/177916-sede-da-onu-vai-abrigar-exposi%C3%A7%C3%A3o-sobre-brasileiro-rui-barbosa-em-julho#:~:text=%E2%80%9CA%20exposi%C3%A7%C3%A3o%20'Rui%20Barbosa%2C,presid%C3%AAncia%20do%20Conselho%20de%20Seguran%C3%A7a.
https://www.gov.br/casaruibarbosa/pt-br/centrais-de-conteudo/noticias/2022/onu-recebe-exposicao-sobre-rui-barbosa
Em 2023, lançou o livro infantil Xainã e Patrick: Os Heróis da Floresta Amazônica, á venda pela Amazon.
Em 2024, lançou o livro "A Borboleta", pela Amazon, no qual conta a sua experiência em face a um tumor, cirurgias, cura. 

## Carreira

### Televisão
Telenovelas, séries e minisséries
| 2015        |  | MultiTom                | Multishow   | Roteirista                 | Tom Cavalcante   |
| 2015        |  | Treme Treme             | Multishow   | Roteirista                 | Gustavo Mendes   |
| 2015        |  | Partiu Shopping         | Multishow   | Roteirista                 | Tom Cavalcante   |
| 2013        |  | Tá Tudo em Casa         | Rede Record | autora principal           |                  |
| 2013        |  | Nova Família Trapo      | Rede Record | autora principal           |                  |
| 2010 - 2011 |  | Show do Tom             | Rede Record | roteirista                 | Tom Cavalcante   |
| 2009        |  | Louca Família           | Rede Record | autora principal           | Tom Cavalcante   |
| 2007 2008   |  | Amigas & Rivais         | SBT         | autora principal/adaptação |                  |
| 2006        |  | Minha Vida é Uma Novela | SBT         | autora principal           |                  |
| 2004        |  | Metamorphoses           | Rede Record | autora                     |                  |
| 1999        |  | Andando nas Nuvens      | Rede Globo  | colaboradora               | Euclydes Marinho |
| 1997 1998   |  | Por Amor                | Rede Globo  | colaboradora               | Manoel Carlos    |

Apresentadora e repórter
| Programa      | Emissora          | Função        |
| ------------- | ----------------- | ------------- |
| Fantástico    | Rede Globo        | Repórter      |
| Globo Esporte | Rede Globo        | Apresentadora |
| Rio Urgente   | Rede Record       | Apresentadora |
| Esporte Total | Rede Bandeirantes | Apresentadora |

## Livros
| 2016 |  |  | As Aventuras de Patrick       | Editora Chiado |
| ---- |  |  | ----------------------------- | -------------- |
| 2002 |  |  | Como Enlouquecer em 10 Lições | Editora Record |

2017 As Aventuras de Patrick Na Fazenda
2017 Delação Premiada
2019 Tentantes: Confissões Amorosas Sobre Reprodução Assistida
2019: Patrick No Jogo do Tempo

2019: Segura: Patrick Peão!